# موسى النقيدان
كاتب ومؤرخ سعودي، يكتب في صحيفة عاجل الإلكترونية. أصدر كتاب بعنوان مسافات في ذاكرة رجل من بريدة ورواية بعنوان الهدام وتدور أحداثها في مدينة بريدة سنة الهدام. وهو أخ للكاتب والمفكر المعروف منصور النقيدان.

## وصلات خارجية
- صفحة موسى النقيدان في موقع جودريدز
- صفحة مقالات موسى النقيدان في صحيفة عاجل الإلكترونية